# Пайдейя
Пайде́йя (др.-греч. παιδεία — «воспитание детей», от παιδος — «мальчик, подросток») — категория древнегреческой философии, соответствующая современному понятию «образование», определённая модель воспитания; также составная часть слов (энциклопедия, педагогика).
Развивается в сочинениях Платона и Аристотеля, где фигурирует в соотношении с понятиями этос, калокагатия и арете.
Античная проблематика, связанная с этим понятием, строилась вокруг идеи влияния на природу (фюсис) человека. Поэтому пайдейя иногда также интерпретируется как «культивация», ведущая к созданию культуры.
Концептуализирована в одноимённом сочинении Йегера, используется Адлером (см. Предложение «Пайдейя»).

## Пайдейя в работах Вернера Йегера
Концепция пайдейи знаменитого филолога-классика XX века Вернера Йегера изложена в его трёхтомном сочинении  «Пайдейя. Воспитание античного грека. Том 1», «Пайдейя. Воспитание античного грека. Эпоха великих воспитателей и воспитательных систем. Том 2», «Раннее христианство и греческая пайдейя». Соответственно в хронологическом порядке исследуются зарождение, эволюция и окончательное оформление идеала греческого воспитания. Методологически работа базируется на понятии «дух греческой нации», который у Йегера отождествляется с пайдейей. «История греческого образования совпадает в основном с историей литературы» (стр. 27, Т. 1.), поэтому главный источник для Йегера – литературные памятники.
Содержание первого тома более всего следует вышеизложенной методологии: на фоне широкого культурно-исторического процесса, происходившего в Древней Греции, реконструируется эволюция идеи воспитания из дошедших до нас литературных памятников. Книга «Пайдейя. Воспитание античного грека. Том 1» охватывает период до «золотого века» Афин V в. до н.э.  Йегер начинает с исследования термина ἀρετή («добродетель, доблесть»)  в поэмах Гомера. В Илиаде «арете собственно предикат знатности» (стр. 32 Т.1), которого не было у простолюдина, и арете связывалось с героизмом и признанием аристократа. Однако, согласно Йегеру, уже «вместо необычайных страстей, сверхчеловеческих образов, и трагических судеб «Илиады» в более позднем эпосе мы сталкиваемся с большим количеством фигур другого рода, скроенных по более человеческой мерке» (стр. 48, Т. 1). В «Одиссее» появляется гуманное отношение к незнатным людям; такое отношение нашло продолжение в крестьянской поэзии Гесиода, но всё же «Гомер наложил решающий отпечаток на греческое образование последующих эпох» (стр. 88, Т. 1), и  стал первым воспитателем в истории Древней Греции.
Вторым воспитателем греки считали поэта Гесиода. Согласно Йегеру «если Гомер яснее всего даёт почувствовать то фундаментальное обстоятельство, что исток любого образования — формирование аристократического идеала человека, и возникает он из сознательного культивирования черт героя и господина, то в Гесиоде раскрывается второй основной источник культуры — ценность труда» (стр. 89, Т. 1). Поэзия Гесиода отражает возникновение сознательной идеи о самовоспитании в не знатной среде. Со временем, в Древней Греции начинает формироваться городская культура. С этих пор «полис – социальная рамка для истории греческого образования, куда мы должны вставить произведения «литературы» вплоть до исхода аттической эпохи» (стр. 111, Т. 1). Дух полиса обрёл свое идеальное выражение в поэзии: в Спарте – Тиртея, в Ионии – Архилоха, Алкея и Сапфо.
Тиртей выражает новый идеал воина, гражданина полиса, вернувшегося с поля боя или погибшего в сражении. Рыцарское арете, ранее принадлежащее только знати, у Тиртея распространяется на воинов, которые считались в Спарте лучшими людьми. «Гомеровский идеал героической арете сплавляется с героизмом любви к отечеству, и этим духом поэт пронизывает всё общество» (стр. 125, Т. 1). Кроме того, Спарта славилась своей строгой и жёсткой воспитательной системой агогэ. В Ионии «вырастает новая образовательная сила, которая заключена в правовой воле, порождённой жизненной общностью полиса, аналогично тому, как на более раннем, аристократическом, этапе она заключалась в рыцарском идеале воинской отваги» (стр. 142, Т. 1). Закон теперь становится душой полиса, а законодатель, то есть государственный деятель, — воспитателем, наряду с поэтом. Однако на фоне набирающей силу этики гражданского класса возникает поэзия знати в лице Пиндара и Феогнида. Поэты призывают к соблюдению чистоты крови и верят в аристократическую арете, но «мир, за который боролись Пиндар и Феогнид, был обречён на гибель. Их поэзия не повлекла за собой ренессанса благородного сословия…» (стр. 232, Т. 1).
В V в. до н. э. воспитательную эстафету у Ионии перенимает Аттика. Воспитательный пафос реализуется в трагедиях Эсхила, Софокла и Еврипида; особое место занимает Софокл. В искусстве Софокла «заявляет о себе пробуждённое осознание человеческого образования» (стр. 322, Т. 1), не преходящие образы людей в его трагедиях — носители высшей арете. Для этой эпохи трагедия – орган самопознания человека. Нельзя пройти мимо софистов, говоря о греческом воспитании в V веке до н. э. Софисты – образовательный феномен в собственном смысле этого слова, и «они, согласно Йегеру, вообще могут быть оценены по достоинству только в рамках истории образования, в то время, как теоретическое содержание их учения в общем и целом незначительно» (стр. 193, Т. 1). «Их целью была тренировка ума, но у них не было единства взглядов по вопросу о том, какой вид знаний его лучше всего тренирует».
Второй том носит название «Пайдейя. Воспитание античного грека. Эпоха великих воспитателей и воспитательных систем», в нём исследуется самый важный этап в развитии античной пайдейи – феномен Сократа и философская система Платона. Начинает Йегер с греческой медицины, которая активно развивалась в Древней Греции в V—VI веках до н. э. Медицина начинает наблюдать отдельные факты и объединять их в результате наблюдений в типы или формы, чтобы рассматривать их «совместно». Йегер утверждает, «метод, названный Платоном медицинским, ничем не отличается от его собственного метода, которым он пользовался». Кроме того, «медицинская доктрина о необходимости правильной терапии тела сливается с учением Сократа о правильной терапии души, поднимаясь, таким образом, на более высокую ступень». В центре философии Сократа – человеческая душа. «Представление Сократа о душе как величайшей человеческой ценности придало всему его существованию иной смысл: основным становится обращение к внутренней жизни человека». Познавая душу, человек приобретает знание, которое скрыто в его душе. Само знание о душе теперь становилось нравственным. «Платоновская философия, по выражению Йегера, — это попытка спуститься в глубины сократовского понятия о знании и исчерпать их». Самое главное, «собственная жизнь Сократа была воплощением нового идеала, и в этом была величайшая сила его пайдейи». Платон, развивая учение Сократа о душе, выделяет её части, которые проецируют на государство. Согласно Йегеру, «душа человека — это прообраз государства Платона». Части души должны соответствовать структуре государства. «Государство» Платона — это, прежде всего, произведение о формировании человека» — говорит Йегер. Формирование человека – и есть пайдея. Пайдейя, таким образом, — возвышение в человеке подлинно человеческого. Возвышение, по Платону, происходит тогда, когда человек отворачивается от мира теней (чувственного мира) и обращаемся к познанию души. В целом, делая выводы из второго тома, не будет ошибкой свести греческую пайдейю (в трактовке Йегера) к самой жизни Сократа и самой философии Платона. Йегер продолжает в платоновском ключе рассматривать пайдейю в третьем томе «Раннее христианство и греческая пайдейя». Первые христианские богословы (Климент Александрийский, Ориген, Григорий Нисский) наследуют Платоновский идеализм. Пайдейя теперь — христианство, и «постепенное исполнение Божьего Промысла» (стр. 104, Т. 3). Иисус Христос становится педагогом человечества, а «Бог – педагогом Вселенной» (стр. 103, Т. 3).